# Martin Walsh
Martin Walsh (* 8. November 1955 in Manchester) ist ein britischer Filmeditor.

## Leben
Walsh wuchs in Manchester auf. Dort brach er die Schule früh ab und wollte irgendetwas mit Architektur oder Fotografie machen. Er heuerte als Assistent bei Cinephoto, einem kleinen Unternehmen namens Cinephoto, das Industriefilme produzierte, in Manchester an, wodurch er den ersten Kontakt zum Film hatte. Da die BBC eine Redaktion in Manchester unterhielt, nahm er auch dort ein Jobangebot an und fing an Redaktionsbeiträge zu schneiden. Sein erster Beitrag waren 30 Sekunden über einen Streik in einer Fabrik, der nur „dadurch ruiniert wurde, dass ein Journalist darauf bestand, darüber zu sprechen.“ (ruined only by the journalist’s insistence in talking all over it!)
Seit Hear My Song im Jahr 1988 arbeitete Walsh ausschließlich an Miramax-Produktionen. Als er einen Preview in New York für Iris hatte, wurde in einem Gespräch Chicago erwähnt, welcher nach 15 Jahren Planung umgesetzt werden sollte. Eigentlich sollte er die britische Komödie Johnny English schneiden, doch wegen der Terroranschläge am 11. September 2001 wurde dieser verschoben, Walsh blieb in Amerika und nahm das Angebot zu Chicago an. Heraus kam der Film, der ihm nicht nur mehrere Nominierungen wichtiger Filmpreise einbrachte, sondern auch der Oscar für den Besten Schnitt.
Martin Walsh ist Mitglied der American Cinema Editors.

## Filmografie (Auswahl)
- 1989: 15 Straßen zum Glück (The Fifteen Streets)
- 1989: Wölfe von Willoby (The Wolves of Willoughby Chase)
- 1990: Nightwalker (Courage Mountain)
- 1991: Hear My Song
- 1993: Liebste Braut, ich hab 'ne Freundin (Dancing Queen)
- 1994: Backbeat
- 1995: Funny Bones – Tödliche Scherze (Funny Bones)
- 1995: Hackers – Im Netz des FBI (Hackers)
- 1996: Minnesota (Feeling Minnesota)
- 1996: Rosanna’s letzter Wille (Roseanna’s Grave)
- 1997: Welcome to Woop Woop
- 1998: Hilary & Jackie (Hilary and Jackie)
- 1998: The Mighty – Gemeinsam sind sie stark (The Mighty)
- 1999: Mansfield Park
- 1999: Was geschah mit Harold Smith? (Whatever Happened to Harold Smith?)
- 2001: Bridget Jones – Schokolade zum Frühstück (Bridget Jones’s Diary)
- 2001: Iris
- 2002: Chicago
- 2004: Thunderbirds
- 2005: Geliebte Lügen (Separate Lies)
- 2006: V wie Vendetta (V for Vendetta)
- 2007: Blood and Chocolate
- 2008: Tintenherz (Inkheart)
- 2010: Kampf der Titanen (Clash of the Titans)
- 2010: Prince of Persia: Der Sand der Zeit (Prince of Persia: The Sands of Time)
- 2012: Zorn der Titanen (Wrath of the Titans)
- 2014: Jack Ryan: Shadow Recruit
- 2015: Cinderella
- 2016: Eddie the Eagle – Alles ist möglich (Eddie the Eagle)
- 2017: Wonder Woman
- 2017: Justice League
- 2019: Danger Close – Die Schlacht von Long Tan (Danger Close: The Battle of Long Tan)
- 2020: Artemis Fowl
- 2021: Silent Night – Und morgen sind wir tot (Silent Night)
- 2023: Tetris
- 2024: Back to Black

## Auszeichnungen
Oscar
- 2003: Bester Schnitt – Chicago

BAFTA Award
- 2003:Bester Schnitt – Chicago (nominiert)